# Hans Gehrels
Hans Gehrels (* 19. Oktober 1904 in Oldenburg (Oldenburg); † 27. Januar 1998 in Berlin) war ein deutscher Verwaltungsjurist und  Landrat.

## Leben
Gehrels wuchs in Oldenburg auf und legte dort 1924 auf dem Reform-Realgymnasium das Abitur ab. Danach studierte er von 1924 bis 1927 Rechts- und Staatswissenschaften in Tübingen und Breslau. In seiner Studienzeit wurde er Mitglied des Corps Franconia Tübingen und des Corps Silesia Breslau. Nach dem Assessorexamen im März 1931 unternahm er eine zweijährige Reise ins Ausland.
Gehrels trat zum 1. Mai 1931 der NSDAP (Mitgliedsnummer 546.453) und 1933 der Schutzstaffel bei. Bei der SS stieg Gehrels 1940 bis zum SS-Sturmbannführer auf. Von 1933 bis 1936 war er Regierungsassessor im  Kreis Wesermarsch.
Ab 1937 war Gehrels als Referent für Jugendwohlfahrt im Reichsinnenministerium tätig. Als Oberregierungsrat und Kreisleiter der NSDAP war er von 1939 bis 1941 und erneut von 1944 bis Anfang 1945 Landrat im Kreis Posen-Land. Zwischenzeitlich nahm er von 1941 bis 1943 als Angehöriger der Waffen-SS an Kriegseinsätzen teil. 1942 wurde er als Landrat von Harry Siegmund vertreten. Im Frühjahr 1945 war Gehrels Landrat im Landkreis Bersenbrück.
Nach Ende des  Zweiten Weltkriegs kam er bis 1950 in  Automatischen Arrest. Am 30. August 1946 wurde er aus der britischen Zone nach Polen ausgeliefert und dort vor dem Bezirksgericht Poznań zu drei Jahren Haft verurteilt. Im Februar 1950 kehrte er nach Deutschland zurück. Danach war er bis zu seiner Pensionierung 1969 Beamter im Bundeswirtschaftsministerium in Bonn, ab 1957 als Ministerialrat.

## Auszeichnungen
- 1969: Großes Goldenes Ehrenzeichen für Verdienste um die Republik Österreich[4]